# Corinne Barker
Corinne Barker (née Riely; 5 de junio de 1890 - 6 de agosto de 1928) fue una actriz y diseñadora de vestuario estadounidense que saltó a la fama durante la época del cine mudo, concretamente por sus papeles en varias películas de Vitagraph. También participó en varias producciones de Broadway y en dos películas con Marion Davies: The Restless Sex (1920) y Enchantment (1921).
Tras pasar al teatro en la década de 1920, Barker empezó a trabajar como diseñadora de vestuario en Manhattan, a las órdenes de Vincent Youmans. A su regreso a Estados Unidos desde Europa en julio de 1928, Barker desarrolló una peritonitis por intoxicación alimentaria, de la que murió el 6 de agosto de 1928.

## Vida y carrera

### Primeros años
Barker nació como Corinne Riely el 5 de junio de 1890 en Salem, Oregón, de Charles Strang y Amelia (née Savage) Riely. Fue educada en la Academy of the Sacred Heart en Salem. Su padre también era nativo de Salem y un destacado hombre de negocios de esa ciudad y de Portland, Oregón.

### Carrera cinematográfica y teatral

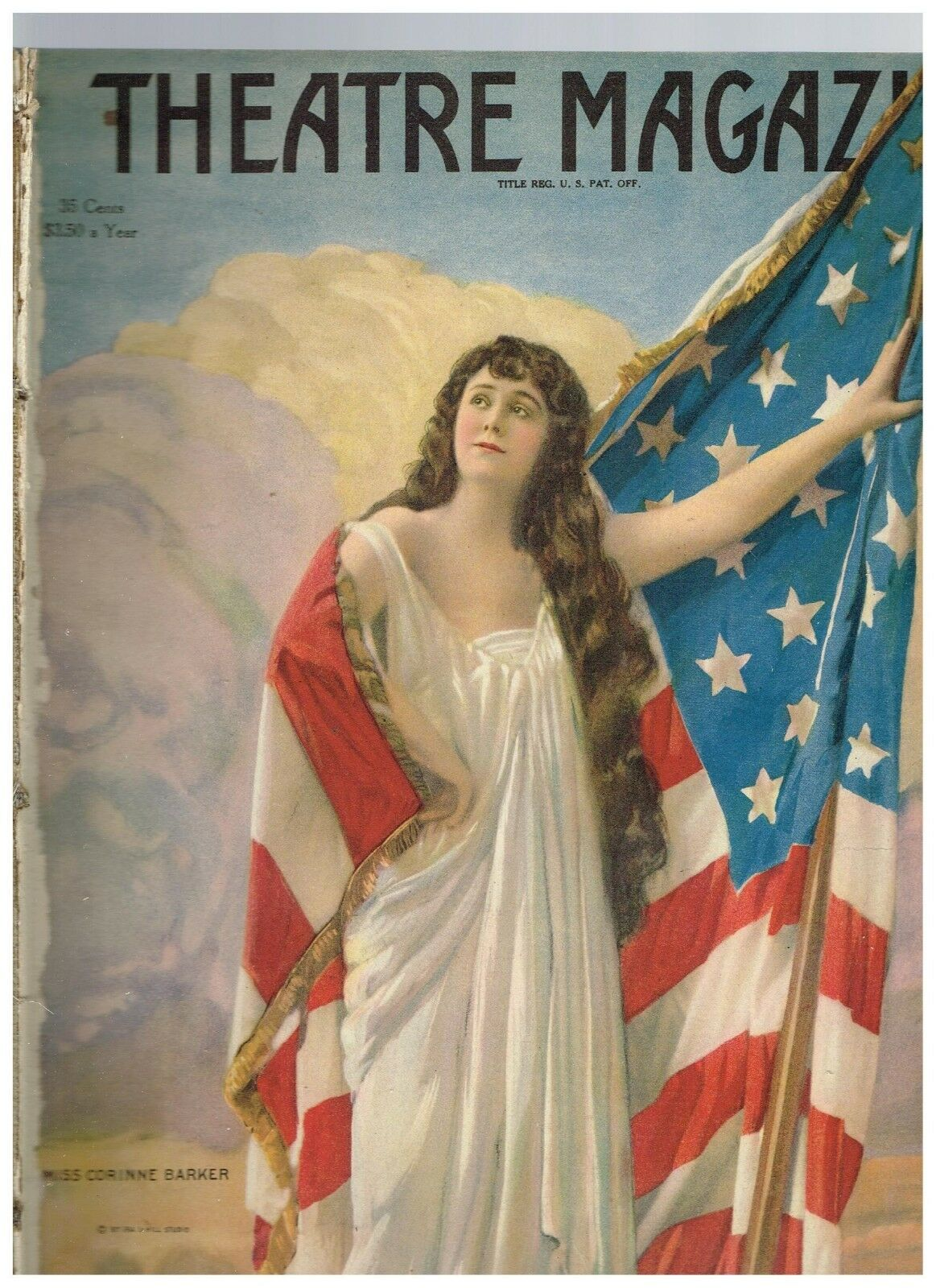
Barker aparece en la portada de una revista comercial, 1918

Comenzó a actuar en producciones teatrales en Portland a principios de la década de 1900. Se mudó de Portland a la ciudad de Nueva York en 1910, y apareció en una producción teatral de The Crinoline Girl con Julian Eltinge. Se casó con William Barker en Portland algún tiempo antes de 1916.
Barker empezó a aparecer en películas en 1918, debutando en Money Mad. Su segunda aparición cinematográfica en Peck's Bad Girl (1918), fue elogiada por Variety, que señaló: "Corinne Barker en el papel de la astuta Hortense no podría haber estado mejor elegida". Apareció en un puñado de largometrajes en 1919, entre ellos One Week of Life, The Peace of Roaring River y The Climbers, este último protagonizado por Corinne Griffith. Posteriormente tuvo un papel secundario junto a Marion Davies en el drama The Restless Sex (1920). Barker se casó con el actor Hobart Henley en la ciudad de Nueva York en julio de 1920, tras lo cual apareció en Why Girls Leave Home (1921), y Enchantment (también de 1921), esta última también protagonizada por Davies.
En Nueva York, Barker trabajó como actriz de teatro y también como diseñadora de vestuario, diseñando el vestuario de una producción de Broadway de 1926, No, No, Nanette. A finales de 1927, comenzó a diseñar vestuario para las producciones escénicas de Vincent Youmans. Residía en el Upper West Side, en la 78th Street, con su esposo Henley y su madre.

## Muerte
Barker ingresó al Mount Sinai Hospital en Manhattan el 19 de julio de 1928, poco después de regresar a Estados Unidos desde Europa, aquejada de peritonitis. El 27 de julio se informó de que su estado se había derivado de una intoxicación alimentaria y que se encontraba en "estado grave". Barker murió poco más de una semana después, el 6 de agosto de 1928.
Su funeral se celebró en la Church of Transfiguration en Manhattan. Barker esta enterrada en el River View Cemetery en Portland, Oregón.

## Filmografía
| Denotes film is lost, partially lost, or presumed lost. | Denota una película perdida o presunta película perdida. |

| Year | Title                      | Role                    | Notes | Ref.  |
| ---- | -------------------------- | ----------------------- | ----- | ----- |
| 1918 | Money Mad                  | Fanette                 |       | [ 9 ] |
| 1918 | Peck's Bad Girl            | Hortense Martinot       |       | [ 9 ] |
| 1919 | One Week of Life           | Lola Canby              |       | [ 9 ] |
| 1919 | The Peace of Roaring River | Sophy McGurn            |       | [ 9 ] |
| 1919 | The Climbers               | Julia Godesby           |       | [ 9 ] |
| 1919 | The Golden Shower          | Gaby                    |       | [ 9 ] |
| 1919 | The Broken Melody          | Mrs. Drexel Trask       |       | [ 9 ] |
| 1920 | The Silent Barrier         | Millicent Jacques       |       | [ 9 ] |
| 1920 | The Restless Sex           | Helen West              |       | [ 9 ] |
| 1921 | Why Girls Leave Home       | Ethel, una cazafortunas |       | [ 9 ] |
| 1921 | Enchantment                | Nalia McCabe            |       | [ 9 ] |

## Créditos teatrales
| Año       | Título            | Papel | Notas                        | Ref.   |
| --------- | ----------------- | ----- | ---------------------------- | ------ |
| 1915–1916 | Abe and Mawruss   |       | Broadway                     | [ 14 ] |
| 1916–1917 | Shirley Kaye      |       | Broadway                     | [ 14 ] |
| 1917      | On with the Dance |       | Broadway                     | [ 14 ] |
| 1918–1919 | Remnant           |       | Broadway                     | [ 14 ] |
| 1925–1926 | No, No, Nanette   | —     | Broadway; costume supervisor | [ 14 ] |